# Salix pierotii
Salix pierotii är en videväxtart som beskrevs av Friedrich Anton Wilhelm Miquel. Salix pierotii ingår i släktet viden, och familjen videväxter. Utöver nominatformen finns också underarten S. p. auricomans.